# Lijst van bruggen over het Julianakanaal
Over het Julianakanaal liggen in totaal 16 bruggen. Hieronder een overzicht van alle bruggen van zuid naar noord. Dienstbruggen bij de sluizen zijn in dit overzicht niet meegenomen.
| Nr.: | Naam:               | Soort:                    | Traject:                                         | Afbeelding: |
| ---- | ------------------- | ------------------------- | ------------------------------------------------ | ----------- |
| 1    | Sluis Limmel        | verkeersbrug (liggerbrug) | Borgharen - Limmel                               |             |
| 2    | Brug Itteren        | verkeersbrug (boogbrug)   | Itteren - Bunde (Klipperweg)                     |             |
| 3    | Brug Bunde          | verkeersbrug (boogbrug)   | Voulwames - Bunde (Voulwamesweg)                 |             |
| 4    | Brug Geulle         | verkeersbrug (boogbrug)   | Geulle aan de Maas - Geulle (Brugweg)            |             |
| 5    | Brug Elsloo         | verkeersbrug (liggerbrug) | Elsloo - Meers (Weg van Elsloo naar Groot Meers) |             |
| 6    | Scharbergbrug       | verkeersbrug (liggerbrug) | Brussel - Aken                                   |             |
| 7    | Brug Stein          | verkeersbrug (boogbrug)   | Stein - Meers (Kapelaan Berixstraat)             |             |
| 8    | Brug Urmond         | verkeersbrug (boogbrug)   | Urmond-West - Urmond-Oost (Mauritslaan)          |             |
| 9    | Brug Berg           | verkeersbrug (boogbrug)   | Berg aan de Maas - Sittard (Bergerweg)           |             |
| 10   | Brug Obbicht        | verkeersbrug (boogbrug)   | Obbicht - Graetheide (Schutterskampweg)          |             |
| 11   | Sluis Born          | verkeersbrug (liggerbrug) | Born - Grevenbicht (Julianalaan)                 |             |
| 12   | Brug Illikhoven     | verkeersbrug (boogbrug)   | Holtum - Illikhoven (Verloren van Themaatweg)    |             |
| 13   | Brug Roosteren      | verkeersbrug (boogbrug)   | Maaseik - Susteren (Maaseikerweg)                |             |
| 14   | Brug Echt           | verkeersbrug (boogbrug)   | Ohé en Laak - Echt (Aasterbergerweg)             |             |
| 15   | Sluis Maasbracht    | verkeersbrug (liggerbrug) | Maasbracht - Stevensweert (Oude Maasweg)         |             |
| 16   | Maasbrug bij Wessem | verkeersbrug (liggerbrug) | Amsterdam - Maastricht                           |             |